# Еріх Кніттершайд
Еріх Отто Антон Кніттершайд (нім. Erich Otto Anton Knitterscheid; 9 вересня 1892, Мец — 17 лютого 1981, Кемптен) — німецький юрист, доктор права, генерал-інтендант вермахту (1 грудня 1943).

## Біографія
Син архітектора Еміля Антона Кніттершайда. Учасник Першої світової війни. Під час Другої світової війни очолював відділ V6 ОКГ. В 1950-х роках влада ФРН консультувалась з Кніттершайдом з приводу модернізації інфраструктури бундесверу.

## Нагороди
- Залізний хрест 2-го класу
- Почесний хрест ветерана війни з мечами
- Медаль «За вислугу років у Вермахті» 4-го і 3-го класу (12 років)
- Хрест Воєнних заслуг 2-го і 1-го класу з мечами